# ليلى السيد
ليلى السيد (14 أكتوبر 1985 - ) مذيعة رئيسية سابقة في قسم الاخبار في التلفزيون الأردني الرسمي – أخبار الثامنة وذلك في يومي الاثنين والثلاثاء. عملت قبلها كمذيعة في قناة رؤيا الفضائية.

## النشأة والدراسة
بدأت حياتها العملية بعمر 17 سنة، حيث عملت بعد انهاء دراسة الثانوية العامة في شركة بتلكو الأردن في مشروع (نتس اون لاين) ضمن فريق التسويق عبر الهاتف. واخذت العديد من الدورات في تحليل الاسواق المالية و إدارة الاصول المالية في سوق عمان المالي و سوق دبي المالي و سوق الاسهم الامريكية بالإضافة إلى العملات والمعادن الثمينة والنفط.
تخرجت عام 2006 من معهد نيويورك للتقنية (بالإنجليزية: NYIT New York Institute Of Technology)‏ بتخصص إدارة أعمال، فرعي تمويل.

## العمل
في عام 2010 تدربت في مكتب العربية مع سعد السيلاوي و عماد العضايلة لمدة 6 شهور في الأردن وبعدها شهر في مجموعة ام بي سي في دبي
تقدمت للعمل في قناة رؤيا عام 2011 تقدمت، وبدأت في برنامج دنيا الصحافة. خلال 3 شهور من عملها في القناة قامت باعداد وتقديم برنامج اقتصادي بشكل يومي وهو الاقتصاد اليوم. و قد نجح بشكل كبير واستضاف أهم وابرز الشخصيات والقامات الاقتصادية الأردنية
و بقيت في مجال الاقتصاد، تقديم مجموعة من البرامج الاقتصادية الاجتماعية الهادفة التي عملت على تأمين فرص عمل للشباب الأردني. لتنتقل بعدها للعمل كمذيعة في قسم الاخبار في رؤيا. ثم قامت بتقديم برنامج متعلق بالانتخابات في العام 2013.
أنتقلت بعدها للعمل في التلفزيون الأردني الرسمي وذلك ضمن اخبار الساعة الثامنة 

## التواصل الإجتماعي
- Facebook: Laila Alsayyed
- Twitter: @LailaAlSayyed
- Instgram: Laila AlSayyed
- SnapChat: lailaalsayyed
- IN: Laila AlSayyed